# Vincent Hugo Bendix
Vincent Hugo Bendix (geboren am 12. August 1882 in Moline, Rock Island County, Illinois; gestorben am 27. März 1945 in New York City) war ein US-amerikanischer Ingenieur, Erfinder und Industrieller. Bendix gilt als Pionier der Automobil- und Luftfahrtindustrie der 1920er- und 1930er-Jahre. Er gründete unter anderem die Bendix Company.

## Leben
Bendix war ein Sohn von Jan Bendix, einem Geistlichen der Bischöflichen Methodistenkirche Schwedens und dessen Frau Alma (geborene Danielson). Seine Eltern waren aus Schweden in die Vereinigten Staaten ausgewandert und der Familienname des Vaters lautete ursprünglich „Bengtson“. Er hatte diesen bei der Emigration in „Bendix“ geändert. In seiner Jugend siedelte sich die Familie in Chicago an. Bendix interessierte sich schon als Kind für mechanische Erfindungen und entwarf im Alter von dreizehn Jahren ein kettenloses Fahrrad. Als er 16 Jahre alt war, zog er nach New York City. Hier verdiente er sich seinen Lebensunterhalt als Fahrstuhlführer, arbeitete in einer Anwaltskanzlei und als Handwerker in Fahrradgeschäften und Garagen. 1901 wurde er von Glenn Curtiss eingestellt, der Motorräder herstellte. Hier entwarf und baute Bendix ein Versuchsmotorrad. Er besuchte zudem in der Nacht Kurse einer Ingenieursschule. Im Jahr 1902 heiratete er eine namentlich nicht bekannte Frau und um 1907 kehrte er nach Chicago zurück, wo er als Verkaufsmanager für die Holsman Automobile Company arbeitete. Er entwickelte in diesem Jahr den Bendix Motor Buggy, der unter der Bezeichnung Bendix “30” bekannt wurde. Obwohl das Modell kein Erfolg wurde, befasste er sich weiterhin mit der Entwicklung, wobei er sich insbesondere mit dem Elektrostarter beschäftigte. Bendix hatte 1913 herausgefunden, dass die Eclipse Machine Company in Elmira, New York, eine Rücktrittbremse für Fahrräder herstellte, die Bauteile verwendete, die er für seine Erfindung benötigte. 1914 erteilte er ihnen eine exklusive Lizenz zur Herstellung seines „Übertragungsgeräts zum Starten von Explosionsmotoren“ (englisch transmission device for the starting of explosive motors). Es wurde unter dem Slogan „Die mechanische Hand, die Ihr Auto ankurbelt“ vermarkte (englisch the mechanical hand that cranks your car) Dies war der sogenannte „Bendix-Starterantrieb“, der sich schnell durchsetzte und 1914 in den Tourenwagen „Baby Grand“ von Chevrolet eingebaut wurde.
Bendix erwarb 1919 die Winkler-Grimm Wagon Company in South Bend, Indiana, um dort Feuerwehrfahrzeuge herzustellen. Doch er verlor die Lizenz zur Vermarktung und musste einen Teil des Geländes wieder verkaufen. 1920 ließ er sich scheiden und heiratete 1922 Elizabeth Channon. Die Ehe blieb ebenso wie die erste kinderlos und wurde 1932 wieder geschieden. 1923 lernte er den französischen Ingenieur Henri Perrot (1883–1961) kennen, der an Verbesserungen der Bremsen von Kraftfahrzeugen arbeitete. Er gründete die „Bendix Brake Company“ und erwarb die Rechte an Perrots Patenten für das Design von Bremsbacken und -trommeln. Bendix konnte der amerikanischen Autoindustrie bald darauf das erste zuverlässige Allradbremssystem anbieten. 1924 begann die „Bendix Corporation“ mit der Herstellung von Autobremssystemen in einem neuen Werk auf dem Gelände in South Bend. Die Bendix Corporation expandierte und erwarb weitere Unternehmen, Körperschaften und Partnerschaften und ging an die Börse. 1929 begann sich Bendix der aufstrebenden Flugzeugindustrie zuzuwenden und änderte den Firmennamen in „Bendix Aviation Corporation“, obwohl sich nur ein kleiner Teil des Unternehmens mit Produkten für die Luftfahrtindustrie beschäftigte. Das Geschäft boomte bis zum Beginn der Weltwirtschaftskrise. 1937 entstand unter anderem eine „Radio Division“ zur Herstellung von Geräten für den Flugfunk und 1938 wurde ein Spezial-Vergaser für Flugmotoren eingeführt, mit dem nahezu alle alliierten Flugzeuge ausgerüstet wurden. Die von ihm durchgeführten Forschungen und Erfindungen bildeten die Schlüsselkomponenten für die Überlegenheit amerikanischer Flugzeuge während des Zweiten Weltkriegs. Doch sein gehobener Lebensstil und die Investitionen in weitere Geschäftsvorhaben und Immobilien führten im Juni 1939 zum finanziellen Zusammenbruch. Bendix musste sein gesamtes Hab und Gut verkaufen, um seine Schulden aus dem Konkurs zu begleichen. Bendix trat im Frühjahr 1942 von seinen Posten als Präsident und Vorstandsvorsitzender von Bendix Aviation zurück. 1944 gründete Bendix eine neue Gesellschaft, die Bendix Helicopter, Inc., um für die Produktion nach dem Krieg eine Hubschrauberlimousine für vier Passagiere zu entwickeln. Da er im Folgejahr in seinem Haus in New York City starb, wurde das Projekt nie abgeschlossen.

## Engagement und Ehrungen
- 1929 übernahm er einen Teil der Finanzierung einer chinesisch-schwedischen Expedition nach West- und Südwestchina. Von 1933 bis 1934 wurde als ein Ergebnis ein Modell des Goldenen Pavillons von Jehol[4] auf der Chicago Century of Progress Exposition ausgestellt. Für sein Engagement erhielt er 1929 von König Gustav von Schweden die Insignien des Nordstern-Ordens überreicht.
- 1931 gründete er das „Bendix Transcontinental Air Races“ (Bendix Trophy), das bis 1962 geflogen wurde. Diese Flugereignisse trugen viel zur Popularisierung des Fliegens in den 1930er Jahren bei und trugen technisch zur Entwicklung und Konstruktion von Flugzeugen bei.
- 1931 wurde er zum Präsidenten der Society of Automotive Engineers gewählt.
- Für seine enge Zusammenarbeit mit Perrot und seine Beiträge für den französischen Automobilbau wurde er 1936 von der französischen Regierung zum Ritter der Ehrenlegion ernannt.[2]

Postume Ehrungen
- 1984 wurde er in die Automotive Hall of Fame aufgenommen.[5]
- 1991 wurde er in die National Aviation Hall of Fame aufgenommen.[6]